# Beni Haszán

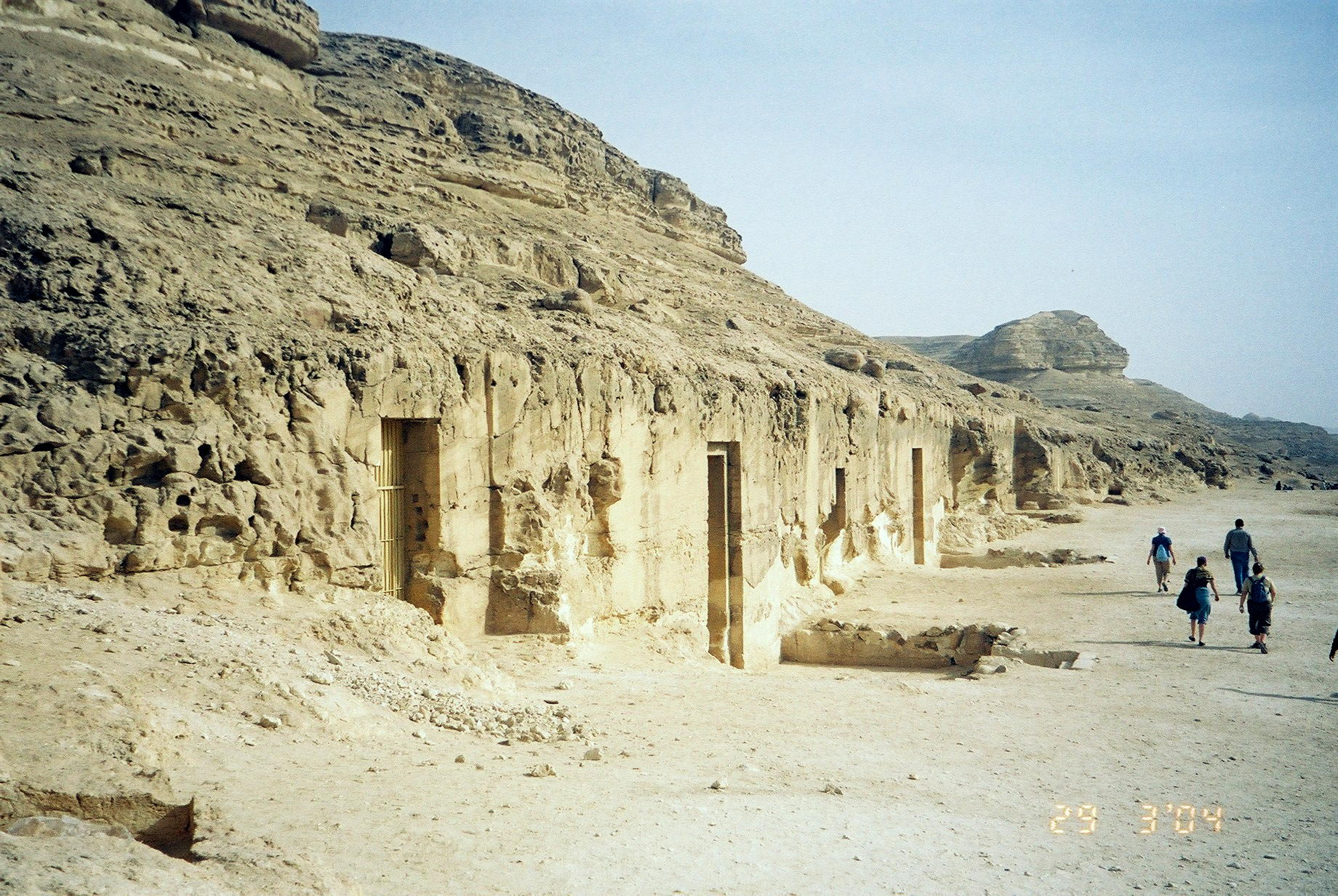
Heti és III. Baket sziklasírjának bejárata

Beni Haszán (angol írásmóddal Beni Hasan, Bani Hasan, illetve Beni-Hassan) (arabul: بني حسن) ókori temetőkörzet az Egyiptomi középbirodalom idejéből Közép-Egyiptomban, a mai Minja városától mintegy 20 km-rel délre, az ősi Aszjút és Memphisz között.
A helyszín 2003 óta a világörökség javaslati listáján szerepel.

## Előzményei
A sziklasírba temetkezés szokása az óbirodalom végén alakult ki Közép-Egyiptomban és a núbiai határvidéken – föltehetőleg költségvetési és kultikus okokból. Ebben a sírkerületben is előfordulnak óbirodalmi sírok, de főleg a középbirodalom idején használták; felső-egyiptomi 16. nomosz, Ma-hedzs kormányzói temetkeztek a XI. és a XII. dinasztia idején. A temetőtől délre egy újbirodalmi templom áll, melyet Hatsepszut és III. Thotmesz idején emeltek a helyben tisztelt Pahet istennőnek. Ez később szpeosz Artemidosz (Artemisz barlangja) néven lett ismert, mert az ókori görögök Pahetet vele azonosították, és mert a templok sziklába vájt.

## A temetőkörzet
A sírkerületben 39, az i. e. 21. és 19. század között készített síremléket ismerünk. Ezek alatt, az ún. alsó temetőben 888 kisebb síremléket tárt fel John Garstang.
Beni Haszán sziklasírjait ugyanúgy egy hossztengely mentén elrendezett építménysor végpontján alakították ki, mint korábban a piramisokat. A Nílus partján kiképzett kis előudvarból kövezett rámpa vezetett föl a hegyoldalra, ahol oszlopokkal három hajóra osztott és kultikus célokat szolgáló tornácról nyílt a tényleges sziklasír bejárata. A középhajó szélesebb volt a szélsőknél; a középső oszlopok között a protodór jellegűek mellett növényi formákat utánzók is előfordultak. A tornác gerendáit nyolc- illetve tizenhatszög alapú oszlopok tartották, amelyek függőleges felületeit homorúra faragták (ezek az ún. protodór oszlopok). A tornác tetőzetét haránttengelyes, szegmens ívű dongák tartották – a szegmens ív az örökkévalóság jelképe volt.
A sírban a festményekkel dekorált falú bejárati teremből függőleges akna vezetett a sírkamrához. A festmények állapota mára szélsőségesen leromlott; szerencsére néhányukról maradtak fenn 19. századi másolatok.

## Nevezetes sírok

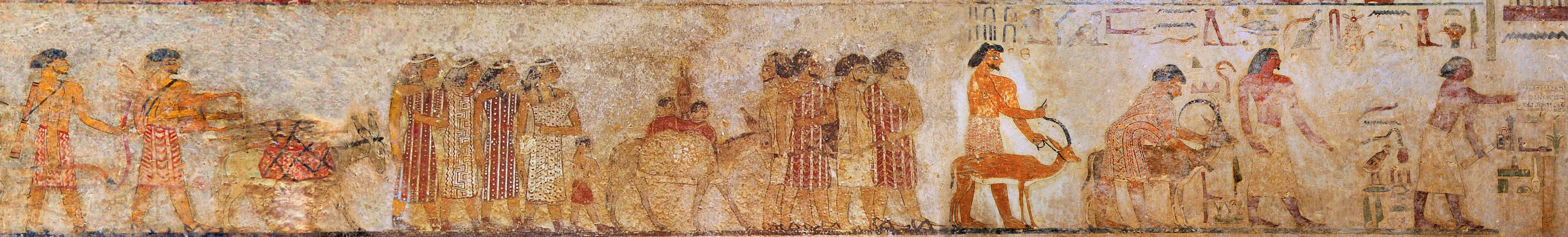
Nyugat-ázsiaiak látogatják meg II. Hnumhotep kormányzót. Vezetőjüket hükszosznak nevezik.

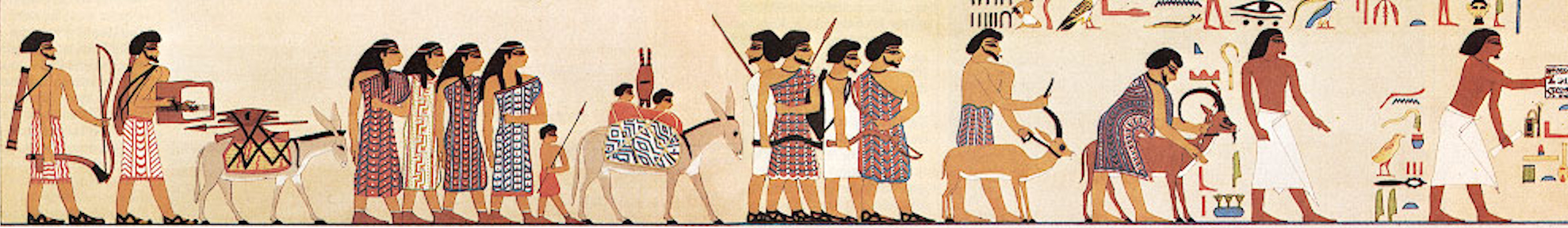
Nyugat-ázsiaiak II. Hnumhotep sírjában

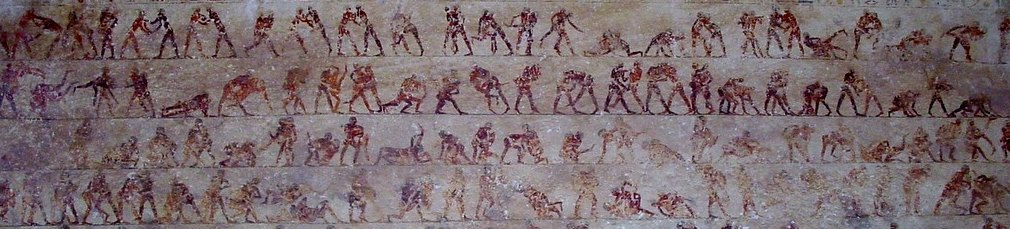
Birkózók a 15. sírban

A 39 sír közül 12-nek ismert a tulajdonosa. Négy sír áll nyitva látogatók előtt.
- 2. sír – Amenemhat, kormányzó a XII. dinasztia idejében;
- 3. sír – II. Hnumhotep, kormányzó a XII. dinasztia idejében;
- 4. sír – IV. Hnumhotep, kormányzó a XII. dinasztia idejében (nem látogatható);
- 13. sír – Hnumhotep, királyi írnok a XII. dinasztia idejéből (nem látogatható);
- 14. sír – I. Hnumhotep, kormányzó I. Amenemhat idejében (nem látogatható);
- 15. sír – III. Baket, kormányzó a XII. dinasztia idejében;
- 17. sír – Heti, a felső-egyiptomi 16. nomosz kormányzója, III. Baket valószínű fia és utóda;
- 21. sír – Naht, kormányzó a XII. dinasztia idejében (nem látogatható);
- 23. sír – Netjernaht, kormányzó a XII. dinasztia idejében (nem látogatható);
- 27. sír – Ramusenti, kormányzó a XI. dinasztia idejében, III. Baket apja (nem látogatható);
- 29. sír – I. Baket, kormányzó a XI. dinasztia idejében (nem látogatható);
- 33. sír – II. Baket, kormányzó a XI. dinasztia idejében (nem látogatható).

## Fordítás
- Ez a szócikk részben vagy egészben  a   Beni Hasan című angol Wikipédia-szócikk ezen változatának fordításán alapul.  Az eredeti cikk szerkesztőit annak laptörténete sorolja fel. Ez a jelzés csupán a megfogalmazás eredetét és a szerzői jogokat jelzi, nem szolgál a cikkben szereplő információk forrásmegjelöléseként.